# Khachardzan
Khachardzan (en arménien Խաչարձան ; anciennement Polad) est une communauté rurale du marz de Tavush, en Arménie. Elle compte 405 habitants en 2008, et est composée des localités de Khachardzan, Geghatap et Tchermakavan.